# UTalca TV
UTalca TV, antes conocido como Campus TV es un canal de televisión oriundo de la ciudad de Talca, perteneciente a la Universidad de Talca.

## Historia
UTalca TV fue creado en el año 2013 bajo el nombre de Campus TV, a partir de la concesión de señal televisiva otorgada por la Subsecretaría de Telecomunicaciones mediante Resolución Exenta 3849, en el marco de la implementación de la televisión digital terrestre en Chile, siendo el primer canal de la Región del Maule en acceder a este nuevo sistema.
En épocas pretéritas la universidad desarrolló el canal Universidad de Talca Televisión (UTT), el cual se emitía por señal de cable y estuvo al aire entre 1995 y 2002.

## Cobertura y administración
Actualmente UTalca TV tiene cobertura en la comuna de Talca, Curicó y alrededores. Puede también sintonizarse en su sitio web.
El canal es administrado por la Dirección de Medios de Comunicación dependiente de la Vicerrectoría de Vinculación con el Medio de la casa de estudios. Tiene como medios "hermanos" las Radioemisoras de la U. de Talca y la revista Ciudad Comunicada.

## Programación
El canal presenta una programación con vocación educativa, orientada a diversos públicos. Combina programas producidos por la propia universidad con espacios proveídos por el Consejo Nacional de Televisión y Nova Sur.
Algunos de los programas propios son:
- En Rutina
- Panoramas del Maule
- Documentales Maulinos
- UTalca Sustentable
- Hablemos de Salud Pública
- Panoramas del Maule
- Documentales Maulinos
- Innova en tu Región
- Conversatorios Culturales
- Entrevistas CAMPUSTV
- EconoMía
- Sede Laboral
- UTalca Presenta